# Objectif macro

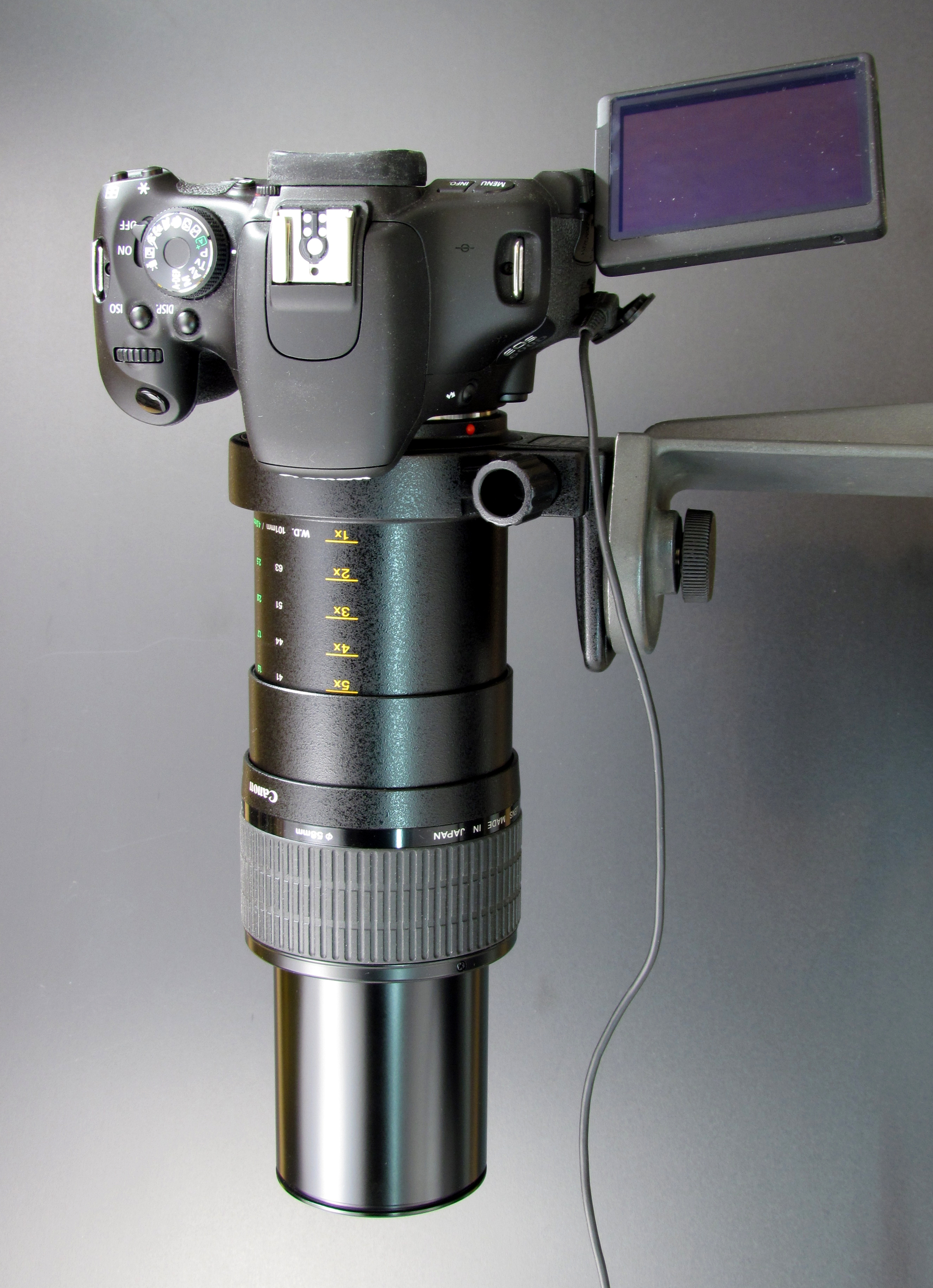
Le Canon MP-E 65 mm

Un objectif macro est un objectif conçu pour être utilisé à des distances rapprochées, pour photographier des petits objets.

## Description
Un objectif photographique permet couramment de s'approcher du sujet jusqu'à environ 10 fois sa distance focale. On peut donc habituellement photographier « plein cadre » des objets ayant 10 fois les dimensions de la surface sensible (film ou capteur). On parle dans ce cas d'un rapport de reproduction de 1:10.
Certains zooms disposent d'une position « macro » qui permet de se rapprocher du sujet à l'une des focales extrêmes. Mais même dans ce cas, on dépasse rarement le rapport de reproduction de 1:4 et jamais le rapport 1:2.
Les objectifs macro sont des objectifs de focale fixe conçus aussi bien pour la photographie classique d'objets éloignés de grande taille, que de petits objets rapprochés. Ils permettent tous d'atteindre le rapport de reproduction 1:2 et la plupart atteignent le rapport 1:1 (même taille pour l'objet photographié et pour son image sur la surface sensible). Quelques rares objectifs permettent des rapports de reproduction supérieurs (de 1:1 à 5:1 pour l'objectif macro MP-E 65 mm f/2,8 1-5x de chez Canon).

## Construction optique et mécanique

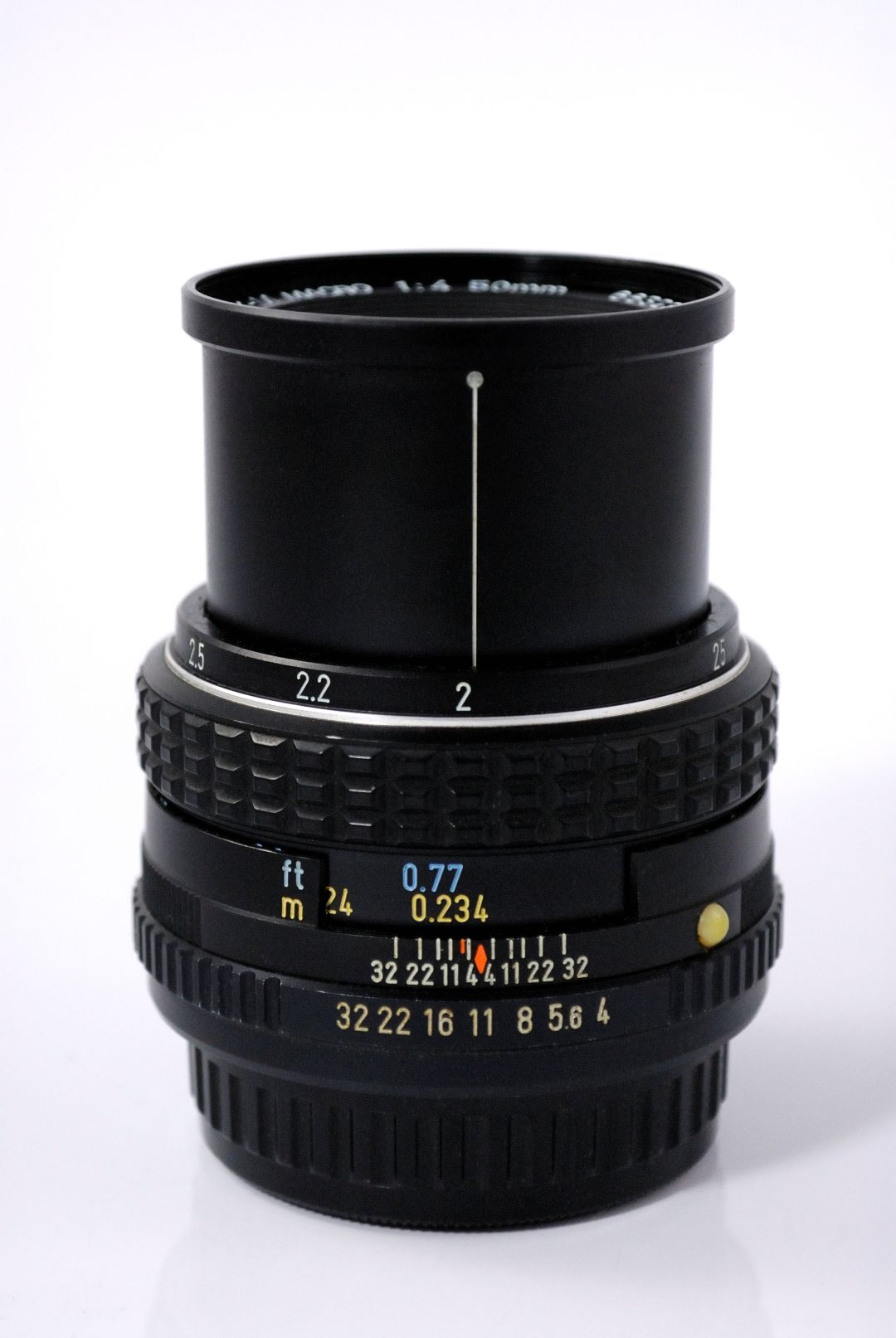
Objectif Pentax-M Macro 4/50 mm au rapport maximal 1:2

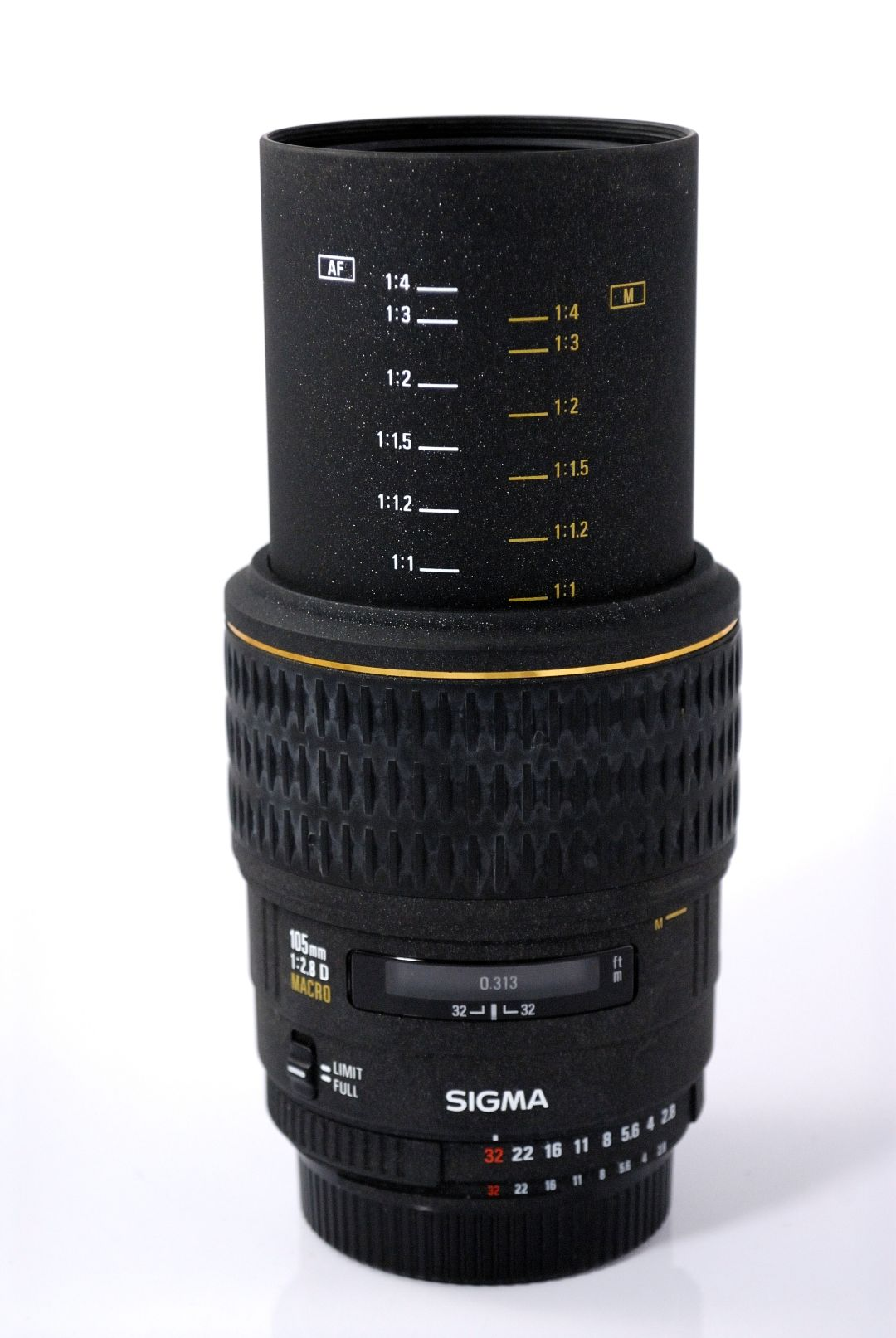
Objectif Sigma Macro 2.8/105 mm au rapport maximal 1:1

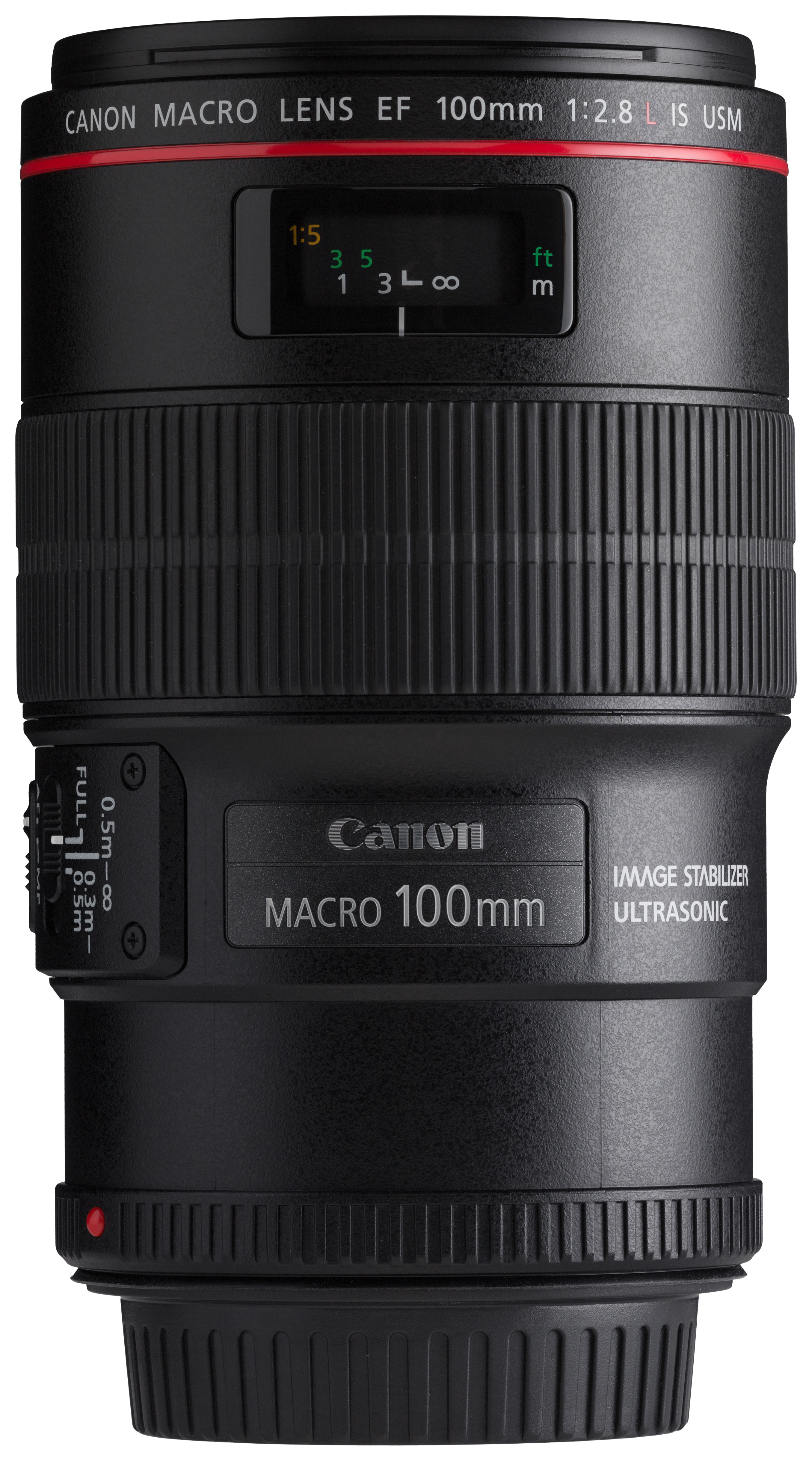
Objectif macro Canon EF 100mm

Par rapport à un objectif de focale standard ou un petit téléobjectif, l'objectif macro présente 2 particularités :
- Il permet de se rapprocher fortement du sujet pour atteindre des taux de reproduction élevés.
- Il fournit des images de bonne qualité aux forts taux de reproduction.

Le premier point suppose une amplitude de réglage de la mise au point plus importante qu'avec un objectif classique. La mise au point peut s'effectuer de 2 manières :
1. En déplaçant vers l'avant la totalité des lentilles de l'objectif.
2. En ne déplaçant que certaines lentilles.

Dans le premier cas, pour passer d'une mise au point à l'infini à une mise au point au rapport 1:1, un objectif macro de 50 mm devra avancer de 5 cm par rapport à la surface sensible. Pour un objectif macro de 105 mm, l'allongement nécessaire sera de 10,5 cm.
Le recours à des systèmes de mise au point internes (déplacement seulement de certaines lentilles) permet des allongements d'objectif plus modérés, au prix d'une diminution de la focale lorsqu'on veut photographier les sujets rapprochés. Cette diminution de la focale n'est pas forcément un inconvénient en soi. En effet, si l'on éloigne de 5 cm un objectif de 50 mm afin de photographier au rapport de reproduction 1:1, l'objet sera photographié avec le même angle de visée que celui que fournirait un objectif de 100 mm pour une photo à l'infini. Si l'on réduit la focale de l'objectif pour photographier de près, on modifiera moins ou pas du tout l'angle de prise de vue.
Néanmoins, par rapport à un objectif classique de focale fixe, le déplacement des lentilles reste important sur un objectif macro. Cela peut avoir une conséquence sur l'encombrement de l'objectif. Ainsi, dans les années 90, Sigma commercialisait un objectif macro de 90 mm f/2,8 compact, mais qui n'atteignait sans bonnette que le rapport de reproduction 1:2. Il a ensuite été remplacé par un 105 mm f/2,8 qui atteint le rapport 1:1 mais dont la longueur est de 3 à 4 cm supérieure à celle du 90 mm. La position de la lentille frontale près de 3 cm en retrait de l'avant de l'objectif ne justifie pas à elle seule un tel allongement. Ce dernier provient certainement de la nécessité de loger une rampe hélicoïdale permettant un déplacement de forte amplitude du bloc avant de l'objectif.
En plus des indications classiques de distance de mise au point qui figurent sur tous les objectifs, les objectifs macro ont également des indications marquées sur leur fut pour indiquer le taux de reproduction atteint.

## Macrophoto et profondeur de champ
À ouverture constante, plus on se rapproche du sujet, plus l'amplitude de la zone de netteté diminue. Au rapport de reproduction 1:1, la zone de netteté perçue dans le viseur n'est que d'environ 3 mm. Dans la pratique, elle est bien moindre si l'on cherche une image de qualité.
On peut augmenter la Profondeur de champ en fermant le Diaphragme. Alors que les objectifs classiques ont leur diaphragme qui ferme rarement au-delà de f/22, ouverture à laquelle une baisse de qualité due à la diffraction est mesurable, les objectifs macro donnent la possibilité de photographier à f/32 voire f/45 afin d'augmenter encore la profondeur de champ.

## Objectif macro et autofocus
La plupart des objectifs macro disposent de l'autofocus. Si ce dernier est intéressant en photographie classique, dans le cas de la macrophotographie, en modifiant la distance de mise au point, on modifie aussi la distance entre l'objectif et le sujet, ce qui a une influence sur le réglage de la mise au point et le taux de reproduction.
Si une mise au point autofocus reste possible en macrophotographie à condition que la zone de l'image que l'on veut nette tombe sur un capteur autofocus, elle n'est pas souhaitable pour fignoler le cadrage. Il est plutôt conseillé de choisir un taux de reproduction en tournant manuellement la bague de mise au point, puis de se rapprocher du sujet jusqu'à obtenir la netteté désirée en observant l'image dans le viseur.
L'amplitude de réglage de la mise au point étant importante sur un objectif macro, bien qu'il soit rarement nécessaire d'utiliser systématiquement toute la zone de réglage pour une photo déterminée, ces objectifs disposent souvent d'un commutateur permettant de choisir une zone de réglage limitée (par exemple de l'infini au rapport 1:2 ou du rapport 1:2 au rapport 1:1). Une zone de réglage plus réduite pourra faciliter le travail de l'autofocus.

## Avantages et inconvénients des objectifs macro
Un objectif macro permet en quelques secondes et sans accessoire de passer d'un réglage de mise au point à l'infini à un réglage au rapport de reproduction 1:1 (la plupart du temps) avec tous les réglages intermédiaires possibles. Son utilisation est bien plus pratique que celle qui consiste à jongler avec des bagues-allonge pour choisir un rapport de reproduction. De surcroît, l'utilisation de bagues allonge sur un zoom est assez spéciale car la distance de mise au point varie alors avec la focale.
L'objectif macro a été calculé pour fournir des images de bonne qualité dès les grandes ouvertures (au moins dans le cas de la reproduction d'objets plans) et sur toute sa plage de mise au point. Au contraire, un objectif classique utilisé avec des bagues allonge ou/et des bonnettes ne fournira pas d'aussi bonnes images (réglage de netteté différent pour le centre et les bords de l'image par exemple), tout simplement parce qu'il n'a pas été étudié pour être utilisé en macrophotographie.
Si l'on a besoin d'une profondeur de champ importante, l'objectif macro permet de fermer davantage le diaphragme qu'un objectif classique (mais on n'échappera quand même pas à la perte de qualité due à la diffraction).
En photographie classique, un objectif macro est plus lumineux qu'un zoom transtandard (ouverture f/2,8 courante pour les objectifs macro de 50 mm à environ 150 mm). Un 100 mm macro peut donc servir de petit téléobjectif lumineux, cet avantage disparaît si le photographe dispose de focales fixes encore plus lumineuses.
En contrepartie, l'achat d'un objectif macro est plus onéreux que celui d'un jeu de bagues allonge ou de bonnettes.